# Jaroslava Jehličková
Jaroslava Jehličková (* 24. März 1942) ist eine ehemalige  Leichtathletin aus der ČSSR. Sie war die erste Frau, die bei einer internationalen Meisterschaft den 1500-Meter-Lauf gewann. Bei einer Körpergröße von 1,67 m betrug ihr Wettkampfgewicht 54 kg.
Bei den Europameisterschaften 1966 in Budapest war Jaroslava Jehličková im 800-Meter-Lauf gemeldet, trat aber zum Vorlauf nicht an. 1968 bei den Olympischen Spielen in Mexiko-Stadt lief sie im Vorlauf 2:08,96 Minuten, schied aber im Halbfinale aus.
1969 bei den Europameisterschaften in Athen stand erstmals der 1500-Meter-Lauf auf dem Programm einer internationalen Meisterschaft. Im Vorfeld hatte die Italienerin Paola Pigni mit 4:12,4 Minuten den Weltrekord der Niederländerin Maria Gommers unterboten. Jaroslava Jehličková reiste mit einer Bestzeit von 4:20,2 Minuten an. Die beiden Vorläufe in Athen wurden von Pigni und Gommers gewonnen, Jehličková qualifizierte sich als Sechste ihres Vorlaufs in 4:28,4 Minuten gerade noch für das Finale. Im Finale entwickelte sich ein sehr schnelles Rennen, weil die Niederländerin Ilja Keizer das Tempo für ihre Landsfrau Gommers hochhielt. Noch in der Schlusskurve lagen Gommers und Pigni vorn, aber dann überraschte Jehličková mit ihrem Schlussspurt alle und gewann in neuem Weltrekord von 4:10,7 Minuten vor Gommers und Pigni, die beide unter dem alten Weltrekord blieben, Vierte wurde mit sowjetischen Landesrekord Ljudmila Bragina. Von den acht erstplatzierten Läuferinnen stellte bis auf Keizer-Laman jede einen neuen Landesrekord auf.
Jehličkovás Weltrekord hielt zwei Jahre bis zu den Europameisterschaften 1971 in Helsinki. Dort unterbot Karin Burneleit aus der DDR den Weltrekord in 4:09,6 Minuten und gewann den Titel. Jehličková wurde in diesem Rennen in 4:14,8 Minuten Siebte.
In München bei den Olympischen Spielen 1972 lief dann Ljudmila Bragina in Vorlauf, Zwischenlauf und Endlauf jeweils neuen Weltrekord. In dem Zwischenlauf, in dem Bragina 4:05,1 Minuten lief, wurde Jehličková in 4:18,1 Minuten Letzte und schied aus. 